# Jorge Luis Morales
Jorge Luis Morales (Ciales, Puerto Rico, 27 de octubre de 1930, Puerto Rico, 9 de abril de 1997) fue un ensayista, poeta y escritor de ficción. Doctor en filosofía y letras. Ha publicado sobre 300 libros, en la cual la mayoría son volúmenes de poesía y ensayos creativos.

## Biografía breve
Jorge Luis Morales nació en Ciales, Puerto Rico, el 27 de octubre de 1930.
Sus padres fueron Rafael Morales Rubero y Julia González Manzano. Se casó con Maria S. Villalobos y tuvieron una hija llamada Alga Solange y dos hijos llamados Jorge Luis y Rubén Shelley.
Obtuvo su doctorado en Filosofía y Letras en la Universidad Central de Madrid.
Además, fue editor y traductor para la Universidad de Puerto Rico. Ha publicado sobre 300 libros, en la cual la mayoría son volúmenes de poesía y ensayos creativos. Obtuvo su doctorado en Filosofía y Letras en la Universidad Central de Madrid en 1965.  Se desempeñó durante 35 años como profesor de Literatura Hispánica en la Universidad de Puerto Rico. Para  el 1968, había sido profesor en la Universidad de Puerto Rico por 12 años. Mantuvo membrecía continua en la  Academia Puertorriqueña de la Lengua Española.

## Ocupaciones
Fue ensayista, poeta y escritor de ficción. Fue editor y traductor para la Universidad de Puerto Rico y el US Air Force en adición a ser traductor, crítico, narrador, fadado para la vocación de las Letras Puras.
Se desempeñó durante 35 años como profesor de Literatura Hispánica en la Universidad de Puerto Rico. Para el 1968, había sido profesor en la Universidad de Puerto Rico por 12 años. El mantuvo estado emeritus en la Universidad de Puerto Rico, con membresía continua en la Academia Puertorriqueña de la lengua española.
Fue presidente fundador del Instituto Nacional de Bellas Letras y del Colegio de Alta Cultura, dando cursos en poesía, ensayos, y criticismo narrativo. Fue el primer poeta puertorriqueño de renombra mundial. Se reconocía como la máxima voz poética del Mundo Hispánico, llegó a ser conocido como El Puertorriqueño Universal, y fue designado Poeta Nacional de Puerto Rico. Fue el primer y único poeta distinguido en residencia de Universidad de Puerto Rico. Había sido reconocido con su escuela secundaria nativa siendo propuesto a ser nombrado en su honor.
Fue miembro prominente de la Academia de Artes y Ciencias de Puerto Rico y de la Academia Puertorriqueña de la Lengua, correspondiente de la Real Academia Española.

## Premios
Fue primer recipiente del máximo galardón literario nacional. A través de su carrera, él obtuvo numerosos premios nacionales de literatura. Había sido escogido poeta nacional de Puerto Rico y fue candidato para premio Novel de literatura de Puerto Rico y poeta humanista de la Universidad de Puerto Rico. Recibió la antorcha lírica a los 20 años (en 1950), traspasado por el Andaluz Universal. En 1960, él recibió el Premio de Literatura Puertorriqueña por su obra la Ventana y Yo.
La Sociedad Secreta de Sabios (S.S.S.), ubicado en Ginebra, Suiza, presidida por el Humanista Dr. Danischen Swedenborg, presentó la candidatura del Dr. Jorge Luis Morales para el premio nobel.

## Olimpiadas de México
Durante las Olimpiadas Culturales de Poesía XIX en 1968, Morales ganó el premio de medalla de oro, seguido el próximo año con una invitación de honor y Mayoral Ovation durante el primer Congreso en Laureates Poets, hecho en Manila, Filippinas.
Él fue el único representante de Puerto Rico en las Olimpiadas de México, que tomaron lugar en la capital azteca. Fue altamente homenajeado por todas las figuras intelectuales que se dieron cita allí, por sus obras poéticas, especialmente la que dedicó a ese acontecimiento internacional, “Los Ríos Redimidos”.
Durante su participación en las olimpiadas, también fue nombrado consultor de la Revista norteamericana "Poetry in Translation".

## Libros
Sus libros Obelisco, Ouranus, Orbe y Elegías son reconocidos monumentos de amor.  Elegías llegó a la primera revolución mundial lírica, llamada Nousology. chitiliche una metstli
Su obra de mayor empeño fue Orbe Hispánico / Epopeya de la Hispanidad, contribución al V Centenario del Descubrimiento de América.

## Poesía
- Metal y piedra"
- 1953: Mirada en el olvido
- 1953: Inspiración del viaje; homenaje a la hermana muerta
- 1954: Decir del propio ser
- 1960: La ventana y yo (Premio Nacional de Literatura)
- Jornada precisa
- 1965: Discurso a los pájaros
- 1968: Antología poética
- 1969: Los ríos redimidos (Medalla de oro Olimpiadas México, 1968)
- Estación del canto (Congreso Mundial Poetas Laureados, Filipinas)
- 1975: Nueva antología poética (Premio Nacional de Literatura)
- 1976: Búho entre ruinas
- 1983: Salvada margen (Premio Nacional de Literatura)
- 1985: Ritual de tierra y agua con paréntesis y espiga
- Acento Inmediato
- El Río y los Mares (Divina Comedia)
  - Libro I – Preludio
  - Libro II – Chorro
  - Libro III – Río: Movimiento Primero
  - Libro IV – Himnario Primero
  - Libro V – Río: Movimiento Segundo
  - Libro VI – Himnario Segundo
  - Libro VVII – Río: Movimiento Tercero
  - Libro VIII – Himnario Tercero
  - Libro IX – Interludio
  - Libro X – Ria
  - Libro XI – Onda de las Salutaciones
  - Libro XII – El Poeta habla
  - Libro XIII – Postludio
- Sartorio Labor
  - 1991: Libro I – Ouranos
  - Libro II – Eros
  - Libro III – Aleteia
  - Libro IV – Pandaemon
  - Libro V – Ágape
- Sagrado Surtidor
- Entre el Palacio y la Fuente
- Himnos
- Horas
- Medida libertad (X Vols.)
- Odágoras Primero: Cántico
- 1994: Elegías
- Ritmares Lira
- Gracias Perdidas
- Gracias Recobradas
- Orbes Hispánico (Epopeya de la Hispanidad)
- Antología Poética Personal

## Ensayos
- España en Alfonso Reyes
- Alfonso Reyes y la literatura Española (Premio Nacional de Literatura)
- Poesía Afroantillana y Negrista
- La Poesía Salva y Lecciones de Teoría Poética
- Ríos al Mar (Poesía Puertorriqueña Presente)
- Poetría
- Ontiatría
- Albores del Pensamiento Religioso en Grecia
- Nousologia
- Poesía
- Prólogos y Estímulos
- Libertad por la Poesía
- Critica
- Diálogos
- Cultura y Política
- Kaliprismas
- Filosofía de la Chiringa
- Estética de la Universidad
- Poetas Extranjeros en la Universidad de Puerto Rico
- Antología de Ensayos Personales

## Narrativa
- Priscilla – Priscilliano (Novela)
- Circe (Novela)
- Realidad Sueño (Relatos)
- Helenías
- Fabulaciones

## Drama
- La Torre de Mí Mismo
- Chabola con Payoleros

## Traducciones
- Roots of American Colonialism in Puerto Rico, by Lyman Jay Gould
- Constituents Elements of Crime, by Helen Sylving
- Poesía (Del inglés al español y de; español al inglés)
- Traductor del Periódico El Imparcial
- Traductor de la Revista Puerto Rico Ilustrado
- Traductor de la Fuerza Aérea de los Estados Unidos
- Traductor de la Estación Experimental Agrícola de la Universidad de Puerto Rico
- Traductor de la “Revista La Torre de la Universidad de Puerto Rico” en Filosofía, Literatura, Ciencias Sociales, hasta el número 65.
- Traductor de la Escuela de Planificación de la Universidad de Puerto Rico

## Sobre Jorge Luis Morales
- El arte del soneto en Jorge Luis Morales. Paradigmas métricos Disertación Magna Cum Laude de Asima F. X. Saad Maura, presentada a la Facultad del Departamento de Estudios Hispánicos de la Universidad de Puerto Rico, Recinto de Río Piedras, para obtener el grado de Maestría. La defensa de la misma fue el 29 de noviembre de 1984, ante los miembros del Comité: Dr. Marcelino Canino Salgado (Consejero y Presidente del Comité Examinador), Dr. Eliezer Narváez Santos, Dr. Edgar Martínez Masdeu, Dra. Carmen Vázquez Arce.